# Archie Lynn Joscelyn
Archie Lynn Joscelyn, né le 25 juillet 1899 à Great Falls dans le Montana aux États-Unis et mort le 28 février 1986 à Missoula dans le Montana, est un écrivain américain, auteur de roman policier de roman western et de soap opera. Il utilise plusieurs pseudonymes Al Cody, A. A. Archer, Tex Holt, Evelyn McKenna, Lynn Westland.

## Biographie
Il grandit dans un ranch de bétail dans le Montana. Il commence une carrière de pigiste en 1918, et dès 1921, publie une histoire Trail of the East Wind dans le numéro de juin de Overland Monthly. Pendant ses études universitaires à Helena de 1921 à 1924, il travaille à temps partiel en tant que journaliste pour le Montana Record-Herald et le Independent Record (en).
Dès les années 1920, il se lance dans la publication de nouvelles, appartenant pour l'essentiel au genre western, dans des pulps. Nouvelliste prolifique, il en donne plus près de 200. Il publie son premier roman The Golden Bowl en 1931. Écrivain prolifique, il écrit plus de deux cents romans en majorité des romans western qu'il signe de son nom ou des pseudonymes Al Cody, Tex Holt et Lynn Westland, mais également des romans policiers et des soap operas signés A. A. Archer.
L'Indégommable (Once a Sheriff), signé Al Cody, son unique roman parue dans la Série noire, est qualifié de « western humoristique dans la veine de ceux écrits par Bob Barrett. Le héros n'est ni très courageux, ni très futé et pourtant ses maladresses vont se transformer en exploits » par Claude Mesplède.
Il est, plus tard, président du Montana Institute of the Arts.

## Œuvre

### Romans signés Archie Lynn Joscelyn
- The Golden Bowl (1931)
- Eric Hearle, Detective (1934)
- The Law Man of Lonesome River (1935)
- Prisoner's Valley (1935)
- Six Gun Sovereignty (1935)
- The Enchanted Park (1937)
- Cottonwood Canyon (1938)
- Satan's Range (1942)
- Trail to Bang-up (1943)
- Blue River Riders (1944)
- Boss of the Northern Star (1944)
- Troublesome Cowhand (1944)
- Death in the Saddle (1946)
- Judge Colt (1946)
- Death's Bright Angel (1950)
- Doomrock (1950)
- Stardance Post (1950)
- Valley Ranch (1950)
- Maverick Range (1951)
- The Sawbones of Desolate Range (1951)
- Star Toter (1951)
- The Golden Stagecoach (1952)
- Hostage (1952)
- Valley of the Sun (1952)
- Canyon Man Hunt (1953)
- The Claim Jumpers (1953)
- Duel On the Range (1953)
- Gunman (1953)
- Ride to Blizzard (1953)
- Texas Outlaw (1953)
- Texas Showdown (1953)
- The Kempsey Outfit (1954)
- Outlaw Holiday (1954)
- Renegade Scout (1954)
- Trappers' Rendezvous (1954)
- The Silver Saddle (1955)
- Hired Gun (1956)
- The Sundowners (1956)
- Wyoming Rendezvous (1956)
- The Man from Salt Creek (1957)
- High Prairie (1958)
- The Thief (1958)
- Cheyenne Justice (1959)
- The Crown (1960)
- The King of Thunder Valley (1961)
- The Beast of Babylon (1963)
- Rim of the Range (1963)
- King of Silverhill (1964)
- Logan (1964)
- Vengeance Trail (1966)
- Gun Thunder Valley (1967)
- Gunfighter (1967)
- Bushwack Range (1968)
- The Forbidden Frontier (1968)
- Two-gun Vengeance (1968)
- Freeze-out Creek (1970)
- The Guns of Yesterday (1970)
- Wagons West (1970)
- Golden River (1971)
- Dutchman's Flat (1971)
- Trail of the Maverick (1972)
- Dallas (1974)
- Gunsmoke Holiday (1974)
- Lost River Canyon (1976)
- Kiowa Pass (1976)
- Macnamara's Gold (1977)
- Restless Spurs (1987)
- Fighting Kid from Texas (1987)
- A Sky Pilot for Powderhorn (1988)
- Montana's Territory (1990)
- Outlaw (1990)
- The Man Behind the Star (1990)
- West from Deadwood (1992)
- Marshal of Broken Wheel (1992)
- Sheriff of Red Wolf (1992)

### Romans signés Al Cody
- Empty Saddles (1946)
- Bitter Creek (1947)
- West of the Law (1947)
- Disaster Trail (1948)
- The Big Corral (1949)
- The Marshal of Deer Creek (1949)
- Outpost Trail (1950)
- Smoky in the West (1950)
- Sundown (1950)
- Texas Red (1950)
- Doomrock Range (1951)
- Forlorn Valley (1951)
- Hangman's Coulee (1951)
- Red Man's Range (1951)
- Thunder River Trail (1951)
- Bad Man's Town (1952)
- Forbidden River (1952)
- Guns Blaze at Sundown (1952)
- Outlaw Justice at Hangman's Coulee (1952)
- Riders of Stormhold (1952)
- The Thundering Hills (1952)
- Powder Burns (1953)
- Brand of Iron (1954)
- Guns on the Bitterroot (1955)
- Satan's Range (1955)
- The Gunman (1956)
- Whiplash War (1956)
- Bloody Wyoming (1958)
- Gunsmoke Hill (1961)
- Homestead Range (1963)
- Deadman's Gold (1964)
- Squatter Sovereignty (1964)
- Trail of the Innocents (1964)
- West from Deadwood (1964)
- The Sheriff of Singing River (1965)
- The Renegade (1966)
- Renegade Scout (1966)
- Bushwhack Range (1968)
- Shannahan's Feud (1968)
- Badge of a Marshal (1970)
- Montana's Golden Gamble (1970)
- Trouble at Sudden Creek (1970)
- Son of the Saddle (1971)
- The Outcasts (1973)
- Once a Sheriff (1973) Publié en français sous le titre L'Indégommable, traduit par Maud Sinet, Paris, Gallimard, Série noire no 1675, 1974
- Cheyenne Country (1974)
- The Coming of the Gunman (1974)
- Iron Horse Country (1974)
- Restless Spurs (1975)
- Winter Range (1975)
- The Tail Dies at Sundown (1976)
- The Black Rider (1977)
- The Fort At The Dry (1977)
- West from Abilene (1978)
- Powdersmoke Payoff (1980)
- The Heart of Texas (1981)
- Rimrock Vengeance (1981)
- Thunder to the West (1984)
- Rim of the Range (1985)
- High Lonesome (1986)
- Montana Fury (1986)
- Broken Wheels (1988)
- East to Montana (1988)
- The Mine at Lost Mountain (1988)
- Wyoming Ambush (1989)
- The Three Mcmahons (1990)
- The Ranch at Powder River (1990)
- Triple Cross Trail (1990)
- Return to Texas (1990)
- The Texan from Montana (1990)
- Flame in the Forest (1990)
- Gun Ranch (1990)
- Gunsong at Twilight (1991)
- Trappers' Rendezvous (1991)
- Trail North (1992)
- Star Toter (1993)

### Romans signés Tex Holt
- Pinto Blood (1941)
- Trail of Lost Men (1945)
- California Ranger (1946)
- Thunder of Hoofs (1947)
- Point West (1949)
- Dark Canyon (1950)
- The Lawless Trail (1950)
- Shootin' Fools (1951)
- Agent Crashaw (1955)
- Outlaw's War (1959)
- This Land Is Mine! (1963)
- The Silent Guns (1987)
- Oklahoma Law (1991)
- There Were Giants (1992)

### Romans signés Lynn Westland
- Maverick Molloy (1938)
- King Caysue (1939)
- King of the Rodeo (1941)
- Saddle River Spread (1942)
- Gunsight Ranch (1943)
- Prentiss of The Box 8 (1943)
- Trail to Montana (1943)
- Prairie Pinto (1944)
- Long Loop Raiders (1946)
- The Silver Cayuse (1946)
- Home Range (1948)
- North from Montana (1948)
- Black River Ranch (1949)
- Silvertip Ranch (1949)
- Texas Red (1950)
- Prairie Pioneers (1951)
- Trail Rider (1951)
- The Nightmare Riders (1952)
- Over the Frontier Wall (1952)
- Shooting Valley (1952)
- Outlaw (1953)
- Ride to Blizzard (1953)
- Tough Sheriff Jameson (1953)
- The Dead Ride Hard (1954)
- Powdersmoke Payoff (1963)
- Saddle River (1966)
- Fort Fear (1967)
- Heritage in Powdersmoke (1967)
- Rogue's Range (1968)
- Dragoon Pass (1970)
- Thunder to the West (1984)
- Smoke Against the Sky (1989)
- Red Gun (1991)
- Trigger Justice (1991)
- The Heart of Texas (1992)
- Legion of the Lawless (1993)

### Romans signés Evelyn McKenna
Castle Midnight (1966)

### Nouvelles signées Archie Lynn Joscelyn
- At the Court of Rio Petro (1921)
- Grandpa Follows the Trail (1926)
- The End of the Drive (1927)
- Loop of the Law (1928)
- The Jumping Frog (1928)
- The Killer (1928)
- Law of the Lawless (1928)
- Prairie Wolves (1929)
- According to the Code (1929)
- Dynamite Courage (1929)
- Gun Justice (1929)
- Rawhide Kane’s Revenge (1929)
- The Phantom Trail (1929)
- Guns at Dead Horse Gulch (1929)
- Rustlin’ for Trouble (1929)
- Back-Handed Luck (1929)
- Cowboy Afoot (1929)
- The Rim of the Backfire (1929)
- Yaller Gold (1929)
- Guns of Treachery (1930)
- Thunderhead (1930)
- The Obliging Mister Moran (1930)
- The Iron Spear of Kobuk (1930)
- Wingless Vultures (1930)
- An Admirer of Clementine (1930)
- The Night Drive (1930)
- On Parole (1931)
- Coyote Bait (1931)
- Runner of the Scarlet Trail (1931)
- The Devil’s Payday (1931)
- Tilbury Jones, Gentleman (1931)
- Horseshoes for Luck (1932)
- The Fighting Frontier (1932)
- The Last of Satan’s Legion (1932)
- The Law and the Profits (1932)
- Jaws of Doom (1933)
- Chinaman’s Chance (1934)
- Death Drives the Herd (1934)
- Satan’s Shuffle (1934)
- Devil Dogies (1934)
- Death Code (1935)
- The Ancient Feud (1935)
- Gunsmoke Guesser (1935)
- Hell on the Hoof (1935)
- Shouting Mountain (1935)
- Ride the Stampede! (1935)
- Gunman’s Gamble (1935)
- Backed Up (1935)
- The Grizzly Killer (1935)
- Devil’s Herd (1935)
- Mask of Doom (1935)
- Kestry Trails a Killer (1936)
- The Hairy Herd (1936)
- Branding Iron (1936)
- Flaming Fodder (1936)
- The Court of No Appeal (1936)
- Killer on the Prod (1936)
- Grub Delayed (1937)
- The Red One (1937)
- Gettin’ Cal’s Goat (1937)
- With Roaring Guns (1937)
- The Range of No Return (1938)
- Evidence Wiped Away (1938)
- Oregon Beyond (1938)
- The No-Gun Man (1939)
- Coyote’s Corral (1941)
- Posse from Purgatory (1941)
- Gambler’s Luck (1941)
- Jackpot of Death (1941)
- With Benefit of Clergy (1941)
- Revenge on the River (1941)
- The Golden Arrow (1941)
- The Double Cross Tangles (1942)
- River Renegades (1942)
- Gun Guard of the Devil’s Treasure (1942)
- Dead Man’s Range (1942)
- Powder Gambler (1942)
- Red-Headed Rannyhan (1942)
- Vengeance of the Valley (1942)
- According to Code (1942)
- Gun Ghost of Renegade Range (1942)
- The Two McLains (1942)
- Dead Man’s Valley (1942)
- River Trap for a Tinhorn (1942)
- Death Wears a Diamond Horseshoe (1942)
- Death Trails the Carver Stage (1942)
- To Helena or Hell! (1942)
- Substitute for Death (1942)
- Brand of a Thief (1942)
- The Rider of the Red Dragon (1942)
- Wanted: One Battle-Cub and One .45! (1942)
- Powder-Smoke Election (1943)
- The Devil’s Brother (1943)
- Death on Parade (1943)
- No Appeal from Judge Colt (1943)
- The Sacred Steer (1943)
- Renegade’s Return (1943)
- Satan Shoots a Six-Gun (1943)
- Blizzard Boomerang (1943)
- Loop Artist (1943)
- Valley of Whispering Death (1943)
- Medico's Bad Medicine (1943)
- Company of the Devil (1943)
- Renegade’s Caravan (1943)
- Warden’s Waterloo (1943)
- Into Satan’s Canyon (1943)
- Spy on the Loose (1943)
- Trail of Golden Treachery (1943)
- Slap Leather or be Slaughtered! 1944)
- Yellow-Back Brand (1944)
- Benton Is Forbidden Ground (1944)
- Breed of the Skilkook (1944)
- River Hog’s Showdown (1944)
- Satan’s Range (1944)
- Gunpowder Ghost (1944)
- Shoot First—Die Last! (1944)
- Blood Brands the Law-Badge (1944)
- Mantrap Trail (1944)
- Tundra Trek (1944)
- The “Record’s” Hot Lead Extra (1944)
- Shorty Pins on the Target (1944)
- Title in Gunsmoke (1944)
- White Renegade (1944)
- Stampeders of the Steel Trail! (1944)
- Out of the Horse’s Mouth (1944)
- Halfway House to Boothill (1945)
- Sky-Pilot’s Smoky Sermon (1945)
- Boards for Boothill (1945)
- Cure for a Killer (1945)
- The Gun Boss (1945)
- Rustlin’ for Romance (1945)
- Freighter (1945)
- The Sawbones of Desolate Range (1945)
- Bondage of the Damned (1945)
- Boomerang Bounty (1945)
- Sidewinder Trail (1945)
- Trail Town (1945)
- Terror-Kraal (1945)
- Thirteen Yards from Hell (1945)
- Trade Whiskey Is for Indians (1945)
- Guns, Guts and Dynamite! (1945)
- The Hands of a Blacksmith (1945)
- A Killer Guards the Wagons! (1945)
- Ramrod’s Death-Point (1945)
- Claws of the Golden Scorpion (1945)
- Empty Saddles (1945)
- With Guts, Gun, and Scalpel (1945)
- Ma Jackson Milks the Cows (1946)
- The Turncoat Tenderfoot (1946)
- Mirror of a Man (1946)
- Thunder of Hooves (1946)
- Canyon of the White Death (1946)
- Old Soldiers Never Die! (1946)
- Dark-Trail Masquerader (1946)
- Gunpowder Guess (1946)
- White Water Traitor (1946)
- Salt of the Earth (1946)
- Boss of the Northern Star (1946)
- Oasis Ranch (1947)
- The Aig and Us (1947)
- Ma Jackson and the Bum Steer (1947)
- Convict's Cinch (1947)
- Boss of the Gunbrand (1948)
- Shadow of the Devil (1948)
- The Gun That Turned Men Killers (1948)
- The Shooting at Lazy Man’s (1948)
- Turn of the Trail (1948)
- Temper of Steel (1949)
- Ma Jackson and the Full House (1949)
- Calico Cayuse (1949)
- The Cat’s Trophy (1949)
- Hold-Up at Forty Mile (1949)
- Star Toter (1949)
- Hee-Raw for Politics (1950)
- Texas Red and the Gun Kid (1950)
- Last Chance (1952)
- My Neighbor, the Hated Nester (1954)
- High Stakes (1954)
- A Good Place (1955)
- With Charity Towards Too Many (1955)
- The Bloody Evidence (1955)
- It Was a Lass-Rope All Right (1955)
- With Guns, at Six Paces (1955)
- Track of the Lobo (1955)
- Lucky Lady (1956)
- A Time to Live (1956)
- Shotgun Wedding (1956)
- Big Man (1956)
- No Outfit to Be Seen Dead In (1956)
- Last Night (1956)
- Night of Vigilance (1957)
- Journey Into Disaster (1957)
- A Home for the Range (1957)
- Destination Disaster (1958)
- White Man’s Book (1959)

### Nouvelles signées Al Cody
- Bitter Creek (1947)
- Dark Canyon (1947)
- Guns of Outpost Mountain (1948)
- Disaster Trail (1948)
- The Man From Texas (1948)

## Sources
- Claude Mesplède, Les années "Série noire" bibliographie critique d'une collection policière, t. 4 : 1972-1982, Amiens, Encrage, coll. « Travaux » (no 25), 1995 (ISBN 978-2-906389-63-2), p. 106-107.
- Claude Mesplède et Jean-Jacques Schleret, SN, voyage au bout de la Noire : inventaire de 732 auteurs et de leurs œuvres publiés en séries Noire et Blème : suivi d'une filmographie complète, Paris, Futuropolis, 1982 (OCLC 11972030), p. 84